# 1-й Далекий провулок (Житомир)
1-й Далекий провулок — провулок в Корольовському районі міста Житомир. 

## Розташування
Розташований у завокзальній частині міста. Починається та завершується на Залізничній вулиці. П-подібний на плані. 

## Історія
Станом на початок ХХ століття місцевості за місцем розташування майбутнього провулка притаманна заболоченість.
Провулок виник після Другої світової війни на вільних від забудови землях. Назва провулка пояснюється тим, що у часи формування провулка ця місцевість вважалася віддаленою від міста. Станом на 1968 рік провулок та його забудова сформовані. 